# Erich Klapproth (Landwirt)
Erich Paul Christian Klapproth (* 23. November 1894 in Schadeleben; † 1945 in München) war ein deutscher Landwirt, der als „Fememörder“ der „Schwarzen Reichswehr“ bekannt wurde. Später war er NSDAP-Kreisleiter und Gutsbesitzer in Polen.

## Leben
Erich Klapproth war eines von acht Kindern des Schadelebener Landwirts und Fuhrunternehmers Christian Klapproth (1865–1937) und seiner Frau Emma, geb. Ohleman (1874–1956) welche von einer Gutsbesitzer Familie abstammte. Er wuchs zunächst auf dem elterlichen Hof auf und kam 1910 mit seiner Familie nach Osterbitz im Landkreis Leipe (Westpr.) (heute ein Ortsteil von Golub-Dobrzyń), die dort in der Landwirtschaft einen Neuanfang versuchte. Nach dem Ersten Weltkrieg wurden seine Eltern dort vertrieben, kehrten aber später wieder nach Pommern zurück, wo sie eine Gastwirtschaft eröffneten.

### Kaiserliche Marine und japanische Kriegsgefangenschaft im Ersten Weltkrieg
1912 trat Klapproth in die Kaiserliche Marine ein.
Kurz nach der Mobilmachung für den Ersten Weltkrieg im August 1914 war er als Angehöriger der 2. Kompanie der Matrosenartillerie-Abteilung Kiautschou bei der Belagerung von Tsingtau eingesetzt und geriet nach der Kapitulation der deutschen Truppen im November 1914 in japanische Kriegsgefangenschaft. Er wurde zunächst als Gefangener mit der Nummer 3958 in das Kriegsgefangenenlager Osaka verbracht und mit vielen anderen Gefangenen am 19. Februar 1917 in das Lager auf der Insel Ninoshima verlegt. Im Dezember 1919 wurde er entlassen und kehrte zurück nach Deutschland.
Bekannt ist eine Mitgliedschaft im Deutschen Landarbeiter-Verband in Berlin von 1924.

### Schwarze Reichswehr und Verurteilung
In den 1920er Jahren schloss er sich der Schwarzen Reichswehr an, einer geheimen paramilitärischen Formation, die unter Bruch des Versailler Friedensvertrages Arbeitskommandos umfasste.  Erichs Schwester Rosa Klapproth (1899–1975), verheiratete Krause, war zeitweilig mit Paul Schulz verlobt und unterstützte ebenfalls die Schwarze Reichswehr. Sie bekam auch ein Kind von ihm, was sie ihm aber verschwieg. Sie heiratete einen Anderen. Schulz war als Oberleutnant an der Seite von Major Bruno Ernst Buchrucker für die praktische Organisation der Schwarzen Reichswehr zuständig. Rosa Klapproth hatte den Spitznamen „Schwarze Rosa“. Ihre Lebensgeschichte bildete die Grundlage für den Roman Die Schwarze Rosa. Eine Frau in der Weimarer Republik ihrer Enkelin Birgit Rabisch von 2005.
In der Schwarzen Reichswehr war Erich Klapproth zuständig für die Hinrichtung von Personen, die von Oberleutnant Paul Schulz wegen vermeintlichen Landesverrats, durch Femeurteil zum Tode verurteilt wurden. Für die begangenen Fememorde wurde Klapproth zusammen mit weiteren Angehörigen der Schwarzen Reichswehr von einem preußischen Gericht unter dem Vorsitz von Landgerichtsdirektor Julius Siegert am 26. März 1927 zum Tode verurteilt. Am 13. Februar 1928 wurde Klapproths Urteil, wie auch das von Fritz Fuhrmann, Peter Umhofer und Paul Schulz, vom Preußischen Staatsministerium zu lebenslanger Haft abgeändert. Im gleichen Jahr warf der spätere Reichspropagandaminister Joseph Goebbels unter konkreter Bezugnahme auf den Fall Schulz und Klapproth in seinem Artikel Zuchthaus Deutschland, erschienen im Sammelband Wir klagen an! Nationalisten in den Kerkern der Bourgeoisie, „dem Gegner“ unter anderem vor, dass Deutschland eine „Kolonie des Weltkapitals“ geworden und es daher nicht verwunderlich sei, dass man seinen „Helden“ nachstelle und sie verschwinden lasse:

„In keinem anderen Lande der Welt wäre es möglich, dass vor den Gerichten des Volkes wochenlang und coram publico Landesverrat von Amts wegen betrieben würde, ohne dass man diese Richter und ihre politischen Hintermänner zu Brei zertrampelte. Denn darum geht es: Man sagt Fememörder und meint Soldaten. Das Heer soll getroffen werden, der Wehrgedanke, der Wille zur Macht – wie er noch in den letzten deutschen Soldaten lebendig wirkt. Die Schulz und die Klapproth sind Symbole jenes soldatischen Geistes, der zuletzt und grundsätzlich das neue Deutschland hassen muss, weil es die Selbstaufgabe zum herrschenden Staatsprinzip erhob; der deshalb aber auch von ihm verfolgt und langsam und feige vernichtet werden muss. […]“

### Haftentlassung und Zeit des Nationalsozialismus
Nach dem Einzug von 107 NSDAP-Abgeordneten in den Deutschen Reichstag infolge der Reichstagswahl 1930 wurde ein Amnestiegesetz erlassen und alle wegen der Fememorde Verurteilten freigelassen. Erich Klapproth heiratete in 1931 Edeltraut Gathmann, die in späteren Jahren die anerkannte Bayrische Kunstmalerin und Autorin von mehreren Büchern  wurde, wie "Die Welt meiner Bilder", und  "Am Unterlauf der Wuerm".  Die Ehe erbrachte acht Kinder, wodurch zwei in Allach, drei in Berlin und drei in Sejny/Polen geboren wurden.  Der älteste Sohn Hartmut, ein leidenschlicher Bergsteiger, kam 1953 mit 21 Jahren bei einer Besteigung der Alpen tragisch ums Leben.
Klapproth wurde nach seiner Haftentlassung Sturmführer bei der SA-Standarte 2. Er trat zum 1. November 1931 der NSDAP bei (Mitgliedsnummer 680.465). Nach dem Überfall auf Polen wurde er dort zum NSDAP-Kreisleiter befördert und übernahm in Sejny eine Landwirtschaft und Fischerei. Die Stadt war im Zuge der sowjetischen Besetzung Ostpolens 1939 infolge des Deutsch-Sowjetischen Grenz- und Freundschaftsvertrages am 13. Oktober 1939 von der Roten Armee an die deutsche Wehrmacht übergeben worden. Birgit Rabisch fand in den Annalen von Rosa Klapproth eine Notiz, die sein dortiges Auftreten wie folgt charakterisiert: „Am liebsten ritt er nach einem Frühstück im Kreise seiner blondgelockten Kinderschar über die Felder und brachte ihnen die Landwirtschaft bei.“

### Flucht nach Bayern und Erschießung
Am 31. August 1944 kehrte die Rote Armee zurück und Sejny wurde wieder Teil Polens. Die Klapproths flohen zurück nach Bayern. Erich Klapproth und seine Familie lebten in Karlsfeld, das 1938 nach München eingemeindet worden war. Kurz nach dem Einmarsch am 29. April 1945 der 42. und 45. Einheit der 7. US-Infanteriedivision wurde Erich Klapproth am 3. Mai 1945 im Hause seiner Familie erschossen und nach drei Tagen beigesetzt.